# 舊莫夏尼齊亞
50°21′37″N 26°3′27″E / 50.36028°N 26.05750°E
舊莫夏尼齊亞（烏克蘭語：Стара Мощаниця），是烏克蘭西北部的村莊，隸屬里夫內州的里夫內區。該村始建於1444年，面積14.3平方公里，海拔高度269米，2001年人口409，人口密度每平方公里28.7人。